# Tom Odell
Thomas Peter Odell (n. 24 noiembrie 1990, Chichester, Anglia, Regatul Unit) este un cântăreț și compozitor englez. Și-a lansat piesa de debut extinsă, Songs from Another Love, în 2012. A câștigat premiul BRITs Critics' Choice Award la începutul anului 2013. Albumul de studio de debut al lui Odell, Long Way Down, a fost lansat pe 24 iunie 2013. Trei ani mai târziu, a fost lansat albumul său de studio, Wrong Crowd, pe 10 iunie 2016. Acesta a fost urmat de alte câteva albume.

## Tinerețea
Odell s-a născut în Chichester, West Sussex, Anglia, dintr-un tată pilot al unei companii aeriene și o mamă profesoară de școală primară. Are o soră mai mare. Și-a petrecut o parte din copilărie trăind în Auckland, Noua Zeelandă, după ce familia sa s-a mutat în țară. A fost educat la Bishop Luffa și la Seaford College din West Sussex, dar își amintește că a urmat școala în Noua Zeelandă.
De-a lungul anilor săi de școală, Odell a scris cântece într-o trupă care a avut probleme în menținerea unui cântăreț principal. Această problemă l-a inspirat să înceapă să cânte melodiile pe care le-a scris, iar Odell spune că „a cântat [melodiile] cum [el] a vrut să sune” mai degrabă decât să-și facă griji că altcineva nu-și va aduce viziunea la viață.
La 18 ani, Odell a abandonat planurile de a urma Universitatea din York și a încercat să câștige un loc la o facultate de muzică din Liverpool. Un an mai târziu, s-a mutat înapoi la Chichester după ce a fost concediat din slujba sa de barman. Folosind mașina bunicii sale, a călătorit regulat la Londra pentru a juca spectacole și pentru a pune reclame în școlile de muzică. A studiat la Institutul de Muzică Modernă Brighton (BIMM) din Brighton cântând ca parte a trupei Tom & the Tides înainte de a se muta la Londra, unde a decis să devină artist solo pentru că „nu voia să fie nevoit să se bazeze. asupra oamenilor”.